# Minuta věčnosti
Minuta věčnosti je český film z roku 2021 režiséra Rudolfa Havlíka, který je zároveň s Filipem Oberfalcerem také spoluautorem scénáře. Film vypráví o špičkovém kardiochirurgovi Petrovi Horákovi, jehož dcera Lucie má vrozenou srdeční vadu a Petr se jí rozhodne operovat. Po operaci s dcerou vyráží na dobrodružnou výpravu na severský ostrov, aby si k sobě našli cestu. V hlavních rolích se objevili Jiří Langmajer a Martina Babišová.
Film se natáčel na konci roku 2020 na Islandu.  Píseň k filmu, s názvem „100 Years“, nahrála kapela November 2nd. Film měl oficiální českou premiéru 30. září 2021, v slavnostní premiéře byl uveden v polovině září 2021 na filmovém festivalu Febiofest.

## Obsazení
| Jiří Langmajer   | MUDr. Petr Horák     |
| Martina Babišová | Lucie, Petrova dcera |
| David Švehlík    | MUDr. David Prokop   |
| Adam Ernest      | mladý lékař          |
| Renata Prokopová | Martina              |